# Медведєв Вадим Андрійович
Вадим Андрійович Медведєв (29 березня 1929, село Мохоньково Даниловського району, тепер Ярославської області, Росія — 11 липня 2025, місто Москва, Росія) — радянський державний діяч, вчений-економіст, секретар ЦК КПРС, ректор Академії суспільних наук при ЦК КПРС. Член Центральної Ревізійної Комісії КПРС у 1976—1986 роках. Член ЦК КПРС у 1986—1990 роках. Член Політбюро ЦК КПРС з 30 вересня 1988 по 13 липня 1990 року. Депутат Верховної Ради СРСР 11-го скликання. Народний депутат СРСР у 1989—1991 роках. Доктор економічних наук, професор (1968). Член-кореспондент Академії наук СРСР (Російської академії наук) (26.12.1984).

## Життєпис
Народився в селянській родині. Батько був першим головою волосного виконкому, працював в системі споживчої кооперації. У 1939 році родина переїхала на станцію Всеволозька під Ленінградом. З 1944 року проживав у місті Ленінграді.
У 1951 році закінчив економічний факультет Ленінградського державного університету.
У 1951—1956 роках — асистент, старший викладач Ленінградського державного університету.
Член КПРС з 1952 року.
У 1956—1961 роках — доцент Ленінградського інституту інженерів залізничного транспорту.
У 1961—1968 роках — завідувач кафедри Ленінградського технологічного інституту імені Ленради.
20 березня 1968 — 1970 року — секретар Ленінградського міського комітету КПРС з ідеології.
У 1970—1978 роках — заступник завідувача відділу пропаганди ЦК КПРС.
У березні 1978—1983 роках — ректор Академії суспільних наук при ЦК КПРС.
У 1983—1986 роках — завідувач відділу науки і навчальних закладів ЦК КПРС.
6 березня 1986 — 13 липня 1990 року — секретар ЦК КПРС.
Одночасно у 1986—1988 роках — завідувач відділу ЦК КПРС по зв'язках з комуністичними і робітничими партіями соціалістичних країн.
Одночасно у листопаді 1988 — липні 1990 року — голова Ідеологічної комісії ЦК КПРС.
З липня 1990 по грудень 1991 року — член Президентської ради СРСР. Протягом 2022 - 2025 р.р. - найстаріший живий член Політбюро ЦК КПРС.
З січня 1992 року — радник Міжнародного фонду соціально-економічних і політологічних досліджень «Горбачов-Фонду» (керівник російсько-канадського проекту), співробітник Інституту економіки Російської академії наук (РАН) та член відділення суспільних наук РАН.
Автор книг: «Закон вартості і матеріальні стимули соціалістичного виробництва», «У команді Горбачова: погляд зсередини», «Розпад. Як він назрівав в "світовій системі соціалізму"», «Прозріння, міф чи зрада? До питання про ідеологію перебудови».

## Нагороди і звання
- орден Жовтневої Революції
- орден Трудового Червоного Прапора
- медалі